# Trehörningen (Fredrika socken, Lappland, 712670-161058)
Trehörningen är en sjö i Åsele kommun i Lappland och ingår i Gideälvens huvudavrinningsområde. Sjön har en area på 0,196 kvadratkilometer och ligger 297,1 meter över havet.

## Delavrinningsområde
Trehörningen ingår i det delavrinningsområde (712578-161287) som SMHI kallar för Utloppet av Trehörningen. Medelhöjden är 320 meter över havet och ytan är 9,72 kvadratkilometer. Det finns inga avrinningsområden uppströms utan avrinningsområdet är högsta punkten. Vattendraget som avvattnar avrinningsområdet har biflödesordning 3, vilket innebär att vattnet flödar genom totalt 3 vattendrag innan det når havet efter 149 kilometer. Avrinningsområdet består mestadels av skog (75 procent). Avrinningsområdet har 1,38 kvadratkilometer vattenytor vilket ger det en sjöprocent på 14,2 procent.